# Euagrus rubrigularis
Euagrus rubrigularis är en spindelart som beskrevs av Simon 1891. Euagrus rubrigularis ingår i släktet Euagrus och familjen Dipluridae. Inga underarter finns listade i Catalogue of Life.